# L'era dell'apparenza
L'era dell'apparenza è un EP del cantautore italiano Roberto Angelini pubblicato nel 2012. È stato distribuito solo in download digitale.

## Descrizione
Questo disco nascente dalle ceneri de La vista concessa, contiene molti brani all'epoca scartati dall'album del musicista romano.
Il disco composto da 6 brani contiene la versione di Calore, scritta dallo stesso Angelini per la cantante Emma che la portò al successo, e il brano Tempo e pace già pubblicato nell'album Afterhours presentano: Il paese è reale (19 artisti per un paese migliore?).

## Tracce
Testi e musiche di Roberto Angelini.
1. L'era dell'apparenza – 4:48
2. Fino all'ultimo respiro – 4:04
3. Non cambiare mai – 5:27
4. Tempo e pace – 4:51
5. Calore – 3:29 – originariamente interpretata da Emma
6. Urano – 6:23